# 李振英
李振英蒙席（拉丁語：Most Rev. Monsignor Gabriel Chen-Ying，1929年10月14日—2023年2月18日），別號李震，教名董文學（Gabriel），臺灣哲學、神學學者，宗座聖多瑪斯哲學院院士，曾任天主教中國主教團秘書長、國立政治大學教授、天主教輔仁大學校長，輔大哲學系教授。
李振英是輔大最後一位天主教神父校長，自此之後，輔大進入「教友治校」的新階段。

## 學歷
- 宗座傳信大學哲學碩士
- 宗座傳信大學神學碩士
- 聖心天主教大學哲學博士

## 經歷
- 天主教台南教區秘書長
- 台南市德光女中校長、聞道出版社社長
- 天主教中國主教團副秘書長、秘書長
- 國立政治大學哲學系專仕教授
- 天主教輔仁大學主任秘書、中國天主教史料研究中心主任、教務長、中西文化研究中心主任、哲學系所專任教授、校長

## 主要著作
- 《杜斯妥也夫斯基的精神世界》
- 《基本哲學—有與無的探討》
- 《中外形上學比較研究》
- 《基本哲學探討》，輔仁大學出版社。ISBN 957-90000-39-5
- 《人與上帝》

## 註腳
1. ↑  .   [2012-11-29]. （原始内容存档于2015-09-20）.

## 外部連結
1. （繁體中文）輔大校史室：李振英 （页面存档备份，存于）
2. （繁體中文）輔大哲學系：李振英[永久]
3. （繁體中文）從大著《基本哲學探討》看李振英教授“知性形上學”體系
4. （繁體中文）普遍的人文主義精神--李振英教授的教育哲學 （页面存档备份，存于）
5. （繁體中文）內在與超越如何並存？－謹以此文為李振英教授賀壽[]
6. （繁體中文）2009政大哲學40周年：李振英老師 （页面存档备份，存于）

| 前任： 羅光 | 天主教輔仁大學校長 1992年－1996年 | 繼任： 楊敦和 |